# Quando il tuo nome è su Death Note
Quando il tuo nome è su Death Note è il ventunesimo singolo del cantante e musicista italiano Giorgio Vanni, pubblicato l'8 aprile 2022.

## Descrizione
Quando il tuo nome è su Death Note è una canzone realizzata dalla Lova Music dedicata alla serie manga e anime Death Note di Tsugumi Ōba.
La produzione della canzone è iniziata nel 2017, con una scrittura che ha portato fuori diverse idee e bozze, partendo dalla volontà di Vanni di creare qualcosa in stile Chris Cornell. Il testo, invece, è una libera interpretazione del punto di vista del protagonista Light Yagami.

## Tracce
Download digitale
Edizioni musicali Lova Music S.r.l..
1. Quando il tuo nome è su Death Note – 3:01 (testo: Max Longhi, Alessia Spera e Giorgio Vanni – musica: Max Longhi e Giorgio Vanni)

## Produzione e formazione
- Giorgio Vanni – voce, cori, chitarre
- Max Longhi – tastiere, pianoforte

#### Produzione
- Max Longhi – produzione e arrangiamento, registrazione e missaggio presso Lova Music Studio (Milano)
- Daniele "Daniel Tek" Cuccione – assistente alla produzione

## Video musicale
Nel giorno dell'uscita del singolo è stato pubblicato anche un video sul canale dell'artista.

### Produzione
- Enrico Torre – montaggio video
- Luca Morandini – coordinamento montaggio